# Alteopa
Alteopa är en ort i Mexiko.   Den ligger i kommunen Zapotitlán Tablas och delstaten Guerrero, i den sydöstra delen av landet, 230 km söder om huvudstaden Mexico City. Alteopa ligger 1 979 meter över havet och antalet invånare är 174.
Terrängen runt Alteopa är lite bergig. Runt Alteopa är det ganska glesbefolkat, med 40 invånare per kvadratkilometer. Närmaste större samhälle är Zapotitlán Tablas, 1,0 km nordväst om Alteopa. I omgivningarna runt Alteopa växer huvudsakligen savannskog.